# Gilbert Strang

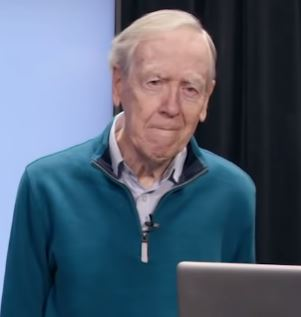
Gilbert Strang, 2020

William Gilbert Strang (* 27. November 1934 in Chicago) ist ein US-amerikanischer Mathematiker, der sich mit Analysis und Angewandter Mathematik befasst und Hochschullehrer am Massachusetts Institute of Technology (MIT) war.

## Leben
Strang studierte ab 1952 als William Barton Rogers Scholar am Massachusetts Institute of Technology mit einem Bachelor-Abschluss 1955 (S.B.) und als Rhodes-Stipendiat an der University of Oxford (Balliol College), an der er 1957 einen Bachelor (B.A.) und einen Master erhielt. Danach studierte er als Stipendiat der National Science Foundation (NSF) an der University of California, Los Angeles (UCLA), an der er 1959 bei Peter Henrici promoviert wurde (Dissertation: Difference Methods for Mixed Boundary Value Problems). Von 1959 bis 1961 war er Moore-Instructor am MIT und 1961/62 als NATO Fellow an der Universität Oxford. 1962 wurde er Assistant Professor am MIT, an dem er 1964 Associate Professor wurde und 1970 eine volle Professur erhielt. Von 1975 bis 1979 stand er dem Komitee für Reine Mathematik des MIT vor. Am 15. Mai 2023 ging er nach 62 Jahren am Fachbereich Mathematik des MIT in den Ruhestand und hielt zum letzten Mal seine Vorlesung „Linear Algebra and Learning from Data“.
Er ist seit 1958 mit Jillian Strang verheiratet, mit der er drei Söhne hat.

## Werk
Von ihm stammen Beiträge zur Finite-Elemente-Methode, Variationsrechnung und Wavelet-Analyse und allgemein Analysis angewandt auf Lineare Algebra und Partielle Differentialgleichungen. Außerdem ist er als Mathematik-Pädagoge für seine Lehrbücher bekannt, insbesondere über Lineare Algebra, aber auch über Analysis, Angewandte Mathematik und Wissenschaftliches Rechnen. Als Hochschullehrer wurde er mehrfach für seine Lehre ausgezeichnet. Weltweite Bekanntheit erlangte er auch durch seine am MIT gehaltene Vorlesung Linear Algebra, nachdem diese auf MIT OpenCourseWare online frei verfügbar gemacht wurde. Er verfasste auch Monographien über Wavelets, GPS-Algorithmen und die Finite-Elemente-Methode.

## Ehrungen und Mitgliedschaften, Herausgeberschaft
- Alfred P. Sloan Fellow (1966 bis 1967)
- Chauvenet-Preis, Mathematical Association of America (1977) für den Aufsatz Piecewise Polynomials and the Finite Element Method.[6]
- Fairchild Scholar, California Institute of Technology (1980 bis 1981)
- Honorary Professor, Xian Jiaotong University, China (1980)
- Honorary Fellow, Balliol College, Oxford University (1999)
- Honorary Member, Irish Mathematical Society (2002)
- Award for Distinguished Service to the Profession, Society for Industrial and Applied Mathematics (SIAM) (2003)
- Graduate School Teaching Award, MIT (2003)
- Fellow der American Mathematical Society.
- 2004/05 war er im Abel-Preis-Komitee.[7]
- Von Neumann Prize Medal der U.S. Association for Computational Mechanics (2005)
- Lester Randolph Ford Award (2005) für Pascal Matrices mit Alan Edelman.[8]
- Franklin and Deborah Tepper Haimo Prize der Mathematical Association of America (MAA) (2006)
- 2007 erhielt er in Zürich den Henrici-Preis und den Su Buchin Preis des International Congress of Industrial and Applied Mathematics (ICIAM)
- Distinguished University Teacher in Mathematics, Sektion Neuengland der Mathematical Association of America (MAA)
- Ehrendoktor der Universitäten von Toulouse (2010) und Aalborg (2013).[2]
- 2020 erhielt er den Irwin Sizer Award für die herausragendste Neuerung in der Lehre am MIT (verliehen vom MIT Graduate Student Council).

Strang ist Mitglied der National Academy of Sciences (2009) und Fellow der American Academy of Arts and Sciences (1985). Er ist Auswärtiges Mitglied der Russischen Akademie der Wissenschaften in der Sektion Angewandte Mathematik und Informatik (gewählt Dezember 2019).
Strang war von 1999 bis 2000 Präsident der Society for Industrial and Applied Mathematics, in deren Rat er von 1977 bis 1982 war. 1999 stand er dem Joint Policy Board for Mathematics vor, einer Dachorganisation der vier großen mathematischen Gesellschaften der USA (American Mathematical Society, American Statistical Association,  Mathematical Association of America, Society for Industrial and Applied Mathematics). Er war von 2001 bis 2004 Mitglied im U.S. National Committee on Mathematics und 2003/04 dessen Präsident und 1979/80 Vorsitzender des National Science Foundation (NSF) Advisory Panel on Mathematics.
Er war im Herausgebergremium zahlreicher Zeitschriften, darunter Numerische Mathematik (ab 1990 als Ehren-Herausgeber), SIAM Journal on Numerical Analysis (bis 1977), SIAM Journal on Matrix Analysis and Applications (bis 1993), Archive for Rational Mechanics and Analysis (bis 1990), SIAM Review (bis 2001), Physica D: Nonlinear Phenomena (bis 1986), Proceedings of the Royal Society of Edinburgh, International Journal for Numerical Methods in Engineering, Numerical Algorithms (bis 2004).

## Veröffentlichungen
- mit George J. Fix: An Analysis of the Finite Element Method. Prentice-Hall, Englewood Cliffs NJ 1973, ISBN 0-13-032946-0 (2. Auflage 2008 Wellesley-Cambridge Press).
- Linear Algebra and its Applications Academic Press, New York NY u. a. 1976, ISBN 0-12-673650-2 (und öfter: 1980 bei Harcourt Brace Jovanovich, 1988 bei Brooks/Cole, 2005 bei Cengage).
- Introduction to Applied Mathematics. Wellesley-Cambridge Press, Wellesley MA 1986, ISBN 0-9614088-0-4.
- Calculus. Wellesley-Cambridge Press, Wellesley MA 1991, ISBN 0-9614088-2-0.
- Introduction to Linear Algebra. Wellesley-Cambridge Press, Wellesley MA 1993, ISBN 0-9614088-5-5 (und öfter: 1998, 2003, 2009, 2016; in deutscher Sprache: Lineare Algebra. Springer, Berlin u. a. 2003, ISBN 3-540-43949-8).
- mit Truong Nguyen: Wavelets and Filter Banks. Wellesley-Cambridge Press, Wellesley MA 1996, ISBN 0-9614088-7-1.
- mit Kai Borre: Linear Algebra, Geodesy, and GPS. Wellesley-Cambridge Press, Wellesley MA 1997, ISBN 0-9614088-6-3.
- Computational Science and Engineering. Wellesley-Cambridge Press, Wellesley MA 2007, ISBN 978-0-9614088-1-7 (In deutscher Sprache: Wissenschaftliches Rechnen. Springer, Berlin u. a. 2010, ISBN 978-3-540-78494-4).
- mit Kai Borre: Algorithms for Global Positioning, Wellesley-Cambridge Press 2011
- Essays in Linear Algebra, Wellesley-Cambridge Press 2012
- Differential Equations and Linear Algebra, Wellesley-Cambridge Press 2014
- Linear Algebra and Learning from Data. Massachusetts Institute of Technology 2019, ISBN 978-0-692-19638-0.
- Linear Algebra for Everyone, Wellesley-Cambridge Press 2020.

An Analysis of the Finite Element Method und  Linear Algebra and its Applications wurden ins Russische, Japanische und Chinesische übersetzt.
Als Herausgeber:
- mit H. Fujita, Peter Lax (Hrsg.): Nonlinear Partial Differential Equations in Applied Science, Lecture Notes in Numerical and Applied Analysis 5, Kinokuniya/North Holland 1982.
- mit J. J. Moreau, P. D. Panagiotopoulos (Hrsg.): Topics in Nonsmooth Mechanics, Birkhäuser 1988.